# Break It Off
«Break It Off» — четвёртый сингл барбадосской певицы Рианны из её второго студийного альбома A Girl like Me (2006), записанный при участии Шона Пола, выпущенный 13 ноября 2006 года.

## История создания
Сингл был записан в студии 2 Hard Studios в Кингстоне, Ямайка. Текст написали: Донован Беннетт, Шон Пол, К. Форд и Рианна. Продюсированием песни занимался Дон Корлеон.
Пол объяснил, как он и Рианна познакомились в 2011 году в интервью журналу Rap-Up. Когда Рианна прилетела на Ямайку, Пол взял ее на экскурсию по острову. Он показал ей некоторые пляжи и познакомил с ночной жизнью острова. Затем он отвез ее в музей Боба Марли, который она мечтала посетить. Вспоминая о песне «Break It Off» и Рианне, Пол заявил, что это было его самым запоминающимся сотрудничеством.
«Break It Off» был выпущен в качестве четвертого и последнего сингла со второго студийного альбома Рианны A Girl like Me. На радиостанциях песня была выпущена 13 ноября 2006 года. Она также была доступна для загрузки в цифровом виде через iTunes в различных странах мира 27 февраля 2007 года, включая Австралию, Австрию, Бельгию и Испанию.

## Критика
Сингл «Break It Off» получил положительные отзывы музыкальных критиков. Дэвид Джеффрис из AllMusic высоко оценил песню, написав, что она бодрящая. Келефа Санне из The New York Times похвалил эту песню и описал как триумфальное возвращение Рианны к ее старому репертуару. Квентин Хафф из PopMatters похвалил Шона Пола за его вклад в песню, оценив также припев Рианны.

## Список композиций
Digital download
1. «Break It Off» — 3:33

## Награды
| Год  | Церемония         | Награда             | Результат | Ref.   |
| ---- | ----------------- | ------------------- | --------- | ------ |
| 2007 | BMI London Awards | Award-Winning Songs | Победа    | [ 10 ] |
| 2008 | BMI Pop Awards    | Award-Winning Songs | Победа    | [ 11 ] |

## Чарты
| Чарт (2006)               | Высшая позиция |
| ------------------------- | -------------- |
| США Billboard Hot 100     | 95             |
| США Pop Songs (Billboard) | 16             |

| Чарт (2007)                    | Высшая позиция |
| ------------------------------ | -------------- |
| Бельгия (Ultratip 50 Flanders) | 10             |
| США Billboard Hot 100          | 9              |
| США Pop Songs (Billboard)      | 6              |

## Сертификации
| Регион                                                                      | Сертификация | Продажи |
| --------------------------------------------------------------------------- | ------------ | ------- |
| США (RIAA)                                                                  | Золотой      | 500 000 |
| Данные о продажах + прослушиваниях приведены только на основе сертификации. |              |         |

## История релиза
| Страна    | Дата            | Формат                 | Лейбл              |
| --------- | --------------- | ---------------------- | ------------------ |
| США       | 13 ноября 2006  | Contemporary hit radio | Def Jam Recordings |
| Австралия | 27 февраля 2007 | Цифровая дистрибуция   | Def Jam Recordings |
| Австралия | 27 февраля 2007 | Цифровая дистрибуция   | Def Jam Recordings |
| Бельгия   | 27 февраля 2007 | Цифровая дистрибуция   | Def Jam Recordings |
| Испания   | 27 февраля 2007 | Цифровая дистрибуция   | Def Jam Recordings |